# Goedecker B
Il Goedecker B era un biplano da ricognizione biposto sviluppato dall'allora azienda tedesco imperiale "Flugmaschinenwerke J. Goedecker" nella seconda metà degli anni dieci del XX secolo e rimasto allo stadio di prototipo.

## Storia del progetto
Nel 1914, dopo lo scoppio della prima guerra mondiale, l'ingegnere Jacob Goedecker, capo progettista e proprietario dell'azienda Flugmaschinenwerke J. Goedecker di Magonza-Gonsenheim realizzò un velivolo da addestramento e ricognizione disarmato che fu denominato Typ B. Il prototipo, un biplano, monoposto, dotato di propulsore Mercedes D.II da 120 hp, andò in volo per la prima volta nel corso del 1915.
Sottoposto ai test militari da parte della Idflieg, dato che il pilota collaudatore dell'azienda, Fritz, si trovava al fronte, l'aereo venne affidato a un pilota militare che dopo un solo volo dichiarò l'aereo inutilizzabile per i compiti previsti, nonostante i tecnici gli avessero dato una buona valutazione. Nel tentativo di rispondere alle specifiche previste il prototipo fu subito ammodernato, ricevendo nuove ali con quattro montanti al posto dei precedenti due, dotate di maggior apertura alare e una nuova fusoliera più lunga ospitante due persone. I posti di pilotaggio vennero dotati di piccoli parabrezza. Neanche in questa versione l'aereo ottenne ordini di produzione in serie. Da quel momento l'azienda fu solamente impegnata in attività di riparazione dei velivoli danneggiati durante i combattimenti al fronte.

## Utilizzatori
Germania
- Luftstreitkräfte

### Fonti
1. 1 2 3  Уголок неба.
2. 1 2 3 4  Flyingmachines.